# Lithobius clarus
Lithobius clarus är en mångfotingart som beskrevs av John McNeill 1887. Lithobius clarus ingår i släktet Lithobius och familjen stenkrypare. Inga underarter finns listade i Catalogue of Life.